# This Girl
"This Girl" es una canción del trío australiano de funk Cookin' on 3 Burners, con la voz de Kylie Auldist, lanzada el 22 de junio de 2009 como el segundo sencillo del segundo álbum del grupo, Soul Messin. House of Barclay lanzó un remix del DJ y productor de discos francés Kungs como descarga digital el 19 de febrero de 2016 como el sencillo principal de su álbum de estudio debut, Layers (2016), que encontró importantes éxito en toda Europa.

## Remix de Kungs
El remix de Kungs de "This Girl" alcanzó el número uno en varios países, incluidos Francia y Alemania  y el top 10 en 18 países, incluidos Austria, Canadá, Dinamarca, Irlanda, Italia, Países Bajos, España, Suecia, Suiza y el Reino Unido.
La canción fue interpretada en el escenario por Kungs con el vocalista Mel Sugar en el programa de televisión francés Le Petit Journal el 24 de marzo de 2016. Un EP con una mezcla extendida de la pista, dos remixes y una pista en solitario de Kungs titulada "Milos" fue lanzado en iTunes el 26 de marzo de 2016. Billboard clasificó a "This Girl" en el puesto 48 de su lista de las "100 mejores canciones pop de 2016".

### Video musical
El video musical que acompaña al remix fue filmado en la isla griega de Milos. Fue lanzado en el canal Vevo de Kungs en YouTube el 24 de marzo de 2016. Fue dirigida por Matt Larson para La Main Productions. Los modelos en el video son Louis Rault e Irina Martynenko. El video comienza con el encuentro del chico y la chica en un crucero. Más tarde se convierten en pareja y comienzan a bailar en su habitación. El barco llega a la orilla, y el niño y la niña exploran la tierra, encontrando lagos y colinas. Más tarde descubren una cueva y comienzan a bailar en la cueva sobre una hoguera. Al 21 de mayo de 2021, el video había alcanzado más de 430 millones de visitas en YouTube.

### Lista de canciones
- Todas las pistas excepto «Milos» acreditados como Kungs vs. Cookin' on 3 Burners.

| Sencillo en CD |                          |          |  |
| N.º            | Título                   | Duración |  |
| 1.             | «This Girl» (Radio Edit) | 3:18     |  |
| 2.             | «Milos»                  | 3:36     |  |

| Descarga digital [EP] |                             |          |  |
| N.º                   | Título                      | Duración |  |
| 1.                    | «This Girl» (Extended Mix)  | 4:02     |  |
| 2.                    | «This Girl» (Fabich Remix)  | 4:19     |  |
| 3.                    | «This Girl» (Betical Remix) | 4:17     |  |
| 4.                    | «Milos»                     | 3:36     |  |

## Posicionamiento en listas
| \| Lista (2016–2017) \| Mejor posición \| \| ----------------------------------------------- \| -------------- \| \| Alemania (Media Control AG)[11] \| 1 \| \| Argentina (Monitor Latino)[12] \| 2 \| \| Australia (ARIA)[13] \| 17 \| \| Austria (Ö3 Austria Top 40)[14] \| 2 \| \| Bélgica (Flandes) (Ultratop 50)[15] \| 3 \| \| Bélgica (Valonia) (Ultratop 50)[16] \| 1 \| \| Canadá (Canadian Hot 100)[17] \| 8 \| \| República Checa (Rádio Top 100)[18] \| 3 \| \| Dinamarca (Tracklisten)[19] \| 9 \| \| Escocia (Scottish Singles Sales Chart)[20] \| 1 \| \| Eslovaquia (Rádio Top 100)[21] \| 3 \| \| Eslovenia (SloTop50)[22] \| 4 \| \| España (Top 100 Canciones)[23] \| 8 \| \| Estados Unidos (Billboard Hot 100)[24] \| 26 \| \| Estados Unidos (Hot Dance/Electronic Songs)[25] \| 7 \| \| Estados Unidos (Hot Dance Club Songs)[26] \| 10 \| \| Estados Unidos (Adult Top 40)[27] \| 22 \| \| Estados Unidos (Alternative Airplay)[28] \| 32 \| \| Estados Unidos (Mainstream Top 40)[29] \| 15 \| \| Estados Unidos (Rhythmic)[30] \| 21 \| \| Finlandia (Latauslista)[31] \| 16 \| \| Francia (SNEP)[32] \| 1 \| \| Hungría (Dance Top 40)[33] \| 2 \| \| Hungría (Rádiós Top 40)[34] \| 1 \| \| Hungría (Single Top 40)[35] \| 2 \| \| Irlanda (IRMA)[36] \| 3 \| \| Israel (Media Forest) [37] \| 2 \| \| Italia (FIMI)[38] \| 6 \| \| Letonia (Latvijas Top 40)[39] \| 1 \| \| Líbano (Lebanese Top 20)[40] \| 13 \| \| México (Monitor Latino)[41] \| 2 \| \| Noruega (VG-lista)[42] \| 20 \| \| Nueva Zelanda (Recorded Music NZ)[43] \| 22 \| \| Países Bajos (Dutch Top 40)[44] \| 3 \| \| Paraguay (Monitor Latino)[45] \| 12 \| \| Polonia (Polish Airplay Top 100)[46] \| 4 \| \| Portugal (AFP)[47] \| 12 \| \| Reino Unido (UK Singles Chart)[48] \| 2 \| \| Reino Unido (UK Dance Chart)[49] \| 1 \| \| Rumania (Media Forest)[50] \| 5 \| \| Rusia (Tophit)[51] \| 1 \| \| Serbia (Radiomonitor)[52] \| 1 \| \| Suecia (Sverigetopplistan)[53] \| 8 \| \| Suiza (Schweizer Hitparade)[54] \| 6 \| |                |
| Lista (2016–2017) | Mejor posición |
| Alemania (Media Control AG) | 1              |
| Argentina (Monitor Latino) | 2              |
| Australia (ARIA) | 17             |
| Austria (Ö3 Austria Top 40) | 2              |
| Bélgica (Flandes) (Ultratop 50) | 3              |
| Bélgica (Valonia) (Ultratop 50) | 1              |
| Canadá (Canadian Hot 100) | 8              |
| República Checa (Rádio Top 100) | 3              |
| Dinamarca (Tracklisten) | 9              |
| Escocia (Scottish Singles Sales Chart) | 1              |
| Eslovaquia (Rádio Top 100) | 3              |
| Eslovenia (SloTop50) | 4              |
| España (Top 100 Canciones) | 8              |
| Estados Unidos (Billboard Hot 100) | 26             |
| Estados Unidos (Hot Dance/Electronic Songs) | 7              |
| Estados Unidos (Hot Dance Club Songs) | 10             |
| Estados Unidos (Adult Top 40) | 22             |
| Estados Unidos (Alternative Airplay) | 32             |
| Estados Unidos (Mainstream Top 40) | 15             |
| Estados Unidos (Rhythmic) | 21             |
| Finlandia (Latauslista) | 16             |
| Francia (SNEP) | 1              |
| Hungría (Dance Top 40) | 2              |
| Hungría (Rádiós Top 40) | 1              |
| Hungría (Single Top 40) | 2              |
| Irlanda (IRMA) | 3              |
| Israel (Media Forest) | 2              |
| Italia (FIMI) | 6              |
| Letonia (Latvijas Top 40) | 1              |
| Líbano (Lebanese Top 20) | 13             |
| México (Monitor Latino) | 2              |
| Noruega (VG-lista) | 20             |
| Nueva Zelanda (Recorded Music NZ) | 22             |
| Países Bajos (Dutch Top 40) | 3              |
| Paraguay (Monitor Latino) | 12             |
| Polonia (Polish Airplay Top 100) | 4              |
| Portugal (AFP) | 12             |
| Reino Unido (UK Singles Chart) | 2              |
| Reino Unido (UK Dance Chart) | 1              |
| Rumania (Media Forest) | 5              |
| Rusia (Tophit) | 1              |
| Serbia (Radiomonitor) | 1              |
| Suecia (Sverigetopplistan) | 8              |
| Suiza (Schweizer Hitparade) | 6              |

## Historial de lanzamiento
| Región  | Fecha                 | Formato                      | Etiqueta         |
| ------- | --------------------- | ---------------------------- | ---------------- |
| Francia | 19 de febrero de 2016 | Descarga digital             | House of Barclay |
| Canadá  | 26 de julio de 2016   | Radio de éxito contemporáneo | House of Barclay |

## Legado
En 2010, la versión original de la canción apareció en el decimocuarto episodio de la décima temporada de Degrassi, mucho antes de que la versión de Kungs saltara a la fama.
Esta canción ha aparecido en los anuncios de Apple en general y en el desafío Shot on iPhone en el que se basa un meme.
En 2016, los grandes almacenes en línea británicos Littlewoods incluyeron la canción en una campaña publicitaria de televisión. La canción apareció en un comercial de 2017 de Cricket Wireless en asociación con Samsung, y luego se usó como tema musical para la versión estadounidense de Big Star's Little Star. La canción también ha sido adoptada por los fanáticos del fútbol y los cánticos se han inspirado en el ritmo de la canción, como Georginio Wijnaldum del Liverpool, Alexandre Lacazette del Arsenal, Coll Donaldson del Inverness Caledonian, Cameron Brannagan del Oxford United y Adam Marriott de la King's Lynn Town. Los goles del FC Porto en el Estádio do Dragão se celebran con el coro de la canción de fondo.
En 2021, esta canción fue elegida por los fanáticos de los Philadelphia Flyers como su nueva canción de gol.